# Gilles Baudry

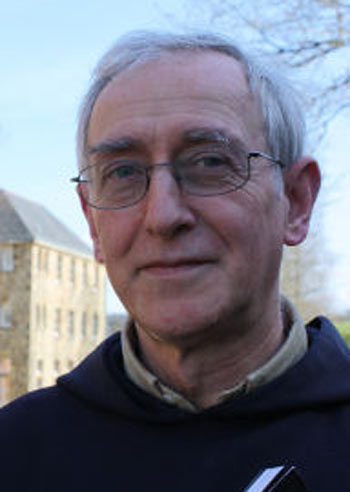
Gilles Baudry

Gilles Baudry (Saint-Philbert-de-Grand-Lieu, 27 aprile 1948) è un poeta e religioso francese.

## Biografia
Gilles Baudry è un poeta bretone nato a Saint Philbert de Grand-Lieu (nella Loira Atlantica) nel 1948. È monaco benedettino dell’Abbaye Saint-Guénolé de Landévennec. 
Dopo un'infanzia trascorsa in ambiente rurale, compie un primo ciclo di studi in seminario; dopo il servizio militare a Tübingen (patria di Hölderlin) lavorerà in fabbrica e inizierà a frequentare la Comunità di Taizé. Dopo due anni di insegnamento in Togo, inizia il cammino monastico presso i Benedettini dell’Abbaye de Landévennec (Finistère) dove emette i suoi voti solenni nella Pentecoste del 1991.
Accede alla poesia leggendo Cadou, Supervielle, Milosz, Schehadé, Rilke e Jaccottet.
Per le sue poesie ha ottenuto il prix Antonin-Artaud assegnato alla sua raccolta di versi dal titolo: Il a neigé tant de silence (1985). Nel 2005, ha ricevuto il premio dell'Académie de Bretagne et des Pays-de-la-Loire.
È membro della Commission Francophone Cistercienne (CFC) per la redazione di testi destinati al canto liturgico francese.